# 파볼 호흐쇼르네르
파볼 호흐쇼르네르(슬로바키아어: Pavol Hochschorner, 1979년 9월 7일~)는 슬로바키아의 은퇴한 카누 선수이다. 쌍둥이 형제인 페테르와 함께 C-2 슬라럼 종목에서 활약했으며, 2000년, 2004년, 2008년 하계 올림픽에서 금메달을 획득하며 올림픽 3연패를 달성했다. 1996년부터 2017년까지 슬로바키아 국가대표로 활동한 후 2018년에 와일드워터 카누 선수로 전향했으며, 고국에서 열린 2021년 세계 선수권 대회 직후 은퇴를 선언했다.